# Koy sanjaq surat jezik
Koy sanjaq surat jezik (koi sanjaq soorit, koi-sanjaq sooret, koy sanjaq sooret, koy sanjaq soorit; ISO 639-3: kqd), sjevernoaramejski jezik kojim još govori 900 ljudi (1995 H. Mutzafi) u sjevernoiračkim naseljima Koi-Sanjaq i Armota. Srodan je jeziku senaya [syn] u Iranu koji se govori u gradovima Tehranu i Kazvinu.
Pismo je sirijsko (sirsko, sirjačko).

## Vanjske poveznice
- Ethnologue (14th)
- Ethnologue (15th)